# Geografía histórica

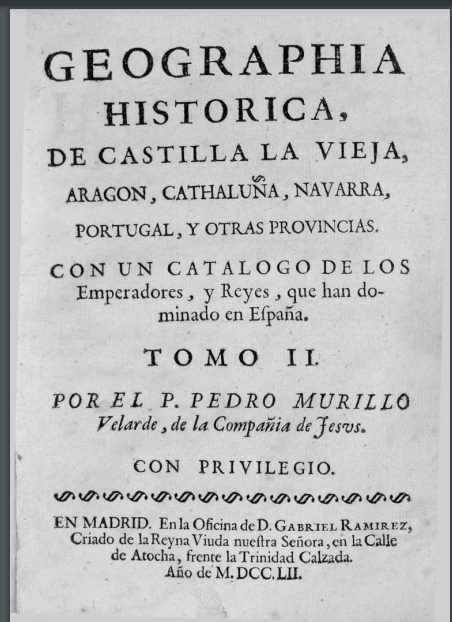
Portada del segundo tomo de la Geografía Histórica de Murillo Velarde y Bravo

La geografía histórica es el estudio de la geografía humana del pasado. La geografía histórica estudia una variedad amplia de ediciones y de asuntos como: mapas antiguos, libros de viajeros,  datos estadísticos, publicaciones periódicas, etc. No existe un acuerdo sobre si es una ciencia histórica, como por ejemplo Orella Unzúe, quien niega que lo sea.
Un tema común es el estudio de la geografía del pasado y cómo un lugar o una región cambia con el tiempo. Muchos geógrafos históricos estudian patrones geográficos con el tiempo, incluyendo cómo la gente ha obrado recíprocamente con su ambiente, y creado el paisaje cultural.
La geografía histórica utiliza fuentes históricas que determinan cómo las características culturales de varias sociedades emergieron y se desarrollaron, entendiendo su interacción con su ambiente local y sus alrededores.
Esta rama secundaria de la geografía humana se relaciona de cerca con la historia y la historia ambiental .
Dentro de los teóricos más importantes de la geografía histórica podemos encontrar a Lucien Febvre, Fernand Braudel, Carl O. Sauer, Georges Duby y D.J. Gregory.
En 1752 el jesuita Pedro Murillo Velarde y Bravo publicó su Geografía histórica en 10 tomos.